# Betty Burfeindt
Betty Burfeindt, née le 20 juillet 1945 à New York (États-Unis), est une golfeuse professionnelle américaine.
Elle y est l'une des meilleures golfeuses du circuit dans les années 1960 et 1970 remportant un tournoi majeur - le Championnat de la LPGA en 1976. Elle compte au total quatre victoires professionnelles, toutes sur le circuit LPGA. 

## Palmarès

### Victoires professionnelles
| N° | Date       | Circuit principal | Tournoi                | Score           | Par | Marge  | Finaliste   |
| -- | ---------- | ----------------- | ---------------------- | --------------- | --- | ------ | ----------- |
|    | 30/05/1976 | LPGA              | Championnat de la LPGA | 71-72-73-71=287 | - 5 | 1 coup | Judy Rankin |